# Beckgrundet
Beckgrundet, finska: Pikisaari, är en ö i Finland. Den ligger i Bottenviken och i kommunen Jakobstad i den ekonomiska regionen  Jakobstadsregionen i landskapet Österbotten, i den nordvästra delen av landet. Ön ligger omkring 84 kilometer nordöst om Vasa och omkring 410 kilometer norr om Helsingfors.
Öns area är 0,6 hektar och dess största längd är 150 meter i nord-sydlig riktning. I omgivningarna runt Beckgrundet växer i huvudsak barrskog.